# Koszovó zászlaja

Koszovó zászlaja

Koszovó zászlaja a koszovói parlament 2008. február 17-i ülésén elfogadott egyoldalú függetlenségi nyilatkozattal bevezetett zászló, amely nagyrészt egy ENSZ által meghirdetett zászlótervezési pályázatra készült lobogón alapul. A zászló lényegében azonos a címerrel; kék alapon középen Koszovó térképi vetületét tartalmazza arany színben, fölötte pedig 6 fehér ötágú csillag helyezkedik el ami a hat fő etnikai csoportot szimbolizálja: albánokat, szerbeket, bosnyákokat, törököket, romákat és goránokat.